# Bernardin Buchinger
Bernardin Buchinger (* 22. Januar 1606 in Kientzheim, Elsass; † 5. Januar 1673 in Löwenburg JU) war ein elsässischer Zisterzienser und Abt der Klöster Maulbronn, Pairis und Lützel.

## Leben
Der im elsässischen Kientzheim geborene Buchinger absolvierte die Schule des Klosters Pairis und das Jesuitenkolleg in Ensisheim. 1623 trat er in die Abtei Lützel ein, studierte dort Philosophie und Theologie und empfing 1630 die Priesterweihe. danach war er Abtsekretär, Archivar und Großkellner (Cellerar). Als sich die Klostergemeinschaft in den Wirren des Dreißigjährigen Kriegs 1632 zerstreute, verließ auch er Lützel. 1642 wurde er zum Abt des kurzzeitig restaurierten Klosters Maulbronn bestimmt, das jedoch infolge des Westfälischen Friedens 1648 an den Herzog von Württemberg fiel und wieder säkularisiert wurde. 1654 zum Abt der im Krieg verwüsteten Abtei Lützel gewählt, leitete Buchinger dort den materiellen und personellen Wiederaufbau. 1657 kehrten die ersten zwölf Mönche nach Lützel zurück. Im selben Jahr wurde er zum Parlamentsrat (Kirchenrat) im Conseil souverain des Elsass ernannt. Er hinterließ ein Tagebuch und mehrere historische Schriften.

## Werke
- Epitome fastorum Lucellensium. Pruntrut, 1667